# Microcharops latiannulatus
Microcharops latiannulatus är en stekelart som först beskrevs av Cameron 1911.  Microcharops latiannulatus ingår i släktet Microcharops och familjen brokparasitsteklar. Inga underarter finns listade i Catalogue of Life.